# Filip den Dristige, hertug af Burgund
Filip 2. af Burgund, også kendt som Filip den Dristige eller Filip den Djærve (fransk : Philippe le Hardi) (nederlandsk: Filips de Stoute)  (17. januar 1342 – 27. april 1404) var hertug af Burgund fra 1363 og frem til sin død i 1404.

## Den nederlandske arv
Filip den Dristige var gift med Margarete III de Dampierre af Flandern (1350 - 1405). Margretes far grev Ludvig 2. af Flandern døde i 1384. Derefter arvede Margrete og Filip Flandern, Artois, Nevers, Rethel og frigrevskabet Burgund. Dette var begyndelsen til De burgundiske Nederlande, der efterhånden blev udvidet med flere landskaber.

## Fransk regent
Filip den Dristige var regent af Frankrig i 1380-88 og igen i 1392-1404. Begge gange regerede han i stedet for Karl 6. af Frankrig.

## Familie
Gennem sin far tilhørte Filip den Dristige Huset Valois (den daværende kongefamilie i Frankrig). Han var søn af Bonne af Luxemburg og kong Johan den gode af Frankrig.
Margarete 3. af Flandern og Filip fik ni børn. De døde i 1404 og 1405, og deres lande gik i arv til den ældste søn Johan den Uforfærdede. 